# 野老朝雄
野老 朝雄（ところ あさお、1969年5月7日 - ）は、日本のデザイナー。作品が2020年夏季オリンピック・パラリンピックのエンブレムに採用された。東京造形大学客員教授。

## 略歴
- 1969年 新宿区生まれ（一人っ子[7]）、板橋区立緑小学校、東京都立小石川高等学校（現・東京都立小石川中等教育学校）を卒業[8]
- 1992年 東京造形大学デザイン学科建築専攻を卒業後、AAスクールに在籍
- 1993年 江頭慎の制作助手、ワークショップアシスタント（ - 1998年）
- 2001年9月11日 独学で紋様の制作を始める[9]
- 2002年 東京コンピュータ専門学校（現・東京アニメーションカレッジ専門学校）非常勤講師
- 2010年 東京造形大学非常勤講師、桑沢デザイン研究所非常勤教員
- 2013年 武蔵野美術大学空間演出デザイン学科非常勤講師[10]
- 2016年 東京大学工学部非常勤講師[11]

## 作品
- PPP magnet
- ユナイテッド・シネマ前橋のカーペット
- 印刷博物館併設レストランのカーペットやスクリーン
- 2005年日本国際博覧会トヨタグループパビリオンデザイン
- 工学院大学125周年記念総合教育棟ファサードデザイン
- 大名古屋ビルヂングファサードガラスのデザイン
- ブリーゼタワー地下通路の床面（Piecing Pieces Passage）[12]
- 敦賀市オルパークの案内掲示マークや英数字のデザイン[13]
- 瓢喜 香水亭のロゴ
- 2020年夏季オリンピック・パラリンピックのエンブレム[14]
- 東京2020 NIPPONフェスティバルのマーク[15]
- テレビ朝日『デザイン・コード』タイトルロゴ[16]
- 日本テレビ『24時間テレビ 「愛は地球を救う」』2017年のチャリTシャツ
- THE UPPER RESIDENCES AT MINAMI-AOYAMAファサードデザイン
- 東海汽船
  - 「3代目さるびあ丸」船体デザイン[17]
  - 「セブンアイランド結」船体デザイン[18]

## 受賞歴等
- 2006年 PPP magnetが「新日本様式100選」に選出[19]
- 2011年 FRP Ftownビルが日本建築仕上学会 学会賞 作品賞 住宅部門受賞